# Pedro Henrique Silva dos Santos
Pedro Henrique Silva dos Santos, noto anche con lo pseudonimo di Pedrinho (San Paolo, 5 febbraio 2006), è un calciatore brasiliano, attaccante dello Zenit San Pietroburgo.

## Carriera

### Club
Pedro è entrato a far parte del settore giovanile del Corinthians all'età di nove anni, inizialmente con la selezione di futsal. Nel marzo 2022 ha firmato il suo primo contratto da professionista con il club Paulista, valido fino al 2025. Nel settembre dello stesso anno è stato aggregato per la prima volta alla prima squadra del club.
Il 5 marzo 2023 ha esordito in prima squadra giocando nel Campionato Paulista contro il Santo André. Il 5 aprile ha prolungato il contratto di un'ulteriore stagione ed il 24 dello stesso mese ha debuttato in Série A contro il Goiás.
Il 5 febbraio 2024 viene acquistato dai russi dello Zenit San Pietroburgo per 9 milioni di Euro; firma un contratto fino al 31 dicembre 2028.

### Nazionale
Nel dicembre del 2022 è stato incluso nella rosa brasiliana partecipante al campionato sudamericano Under-20 del 2023, tenutosi in Colombia. Il 23 febbraio si è laureato campione grazie alla vittoria per 2-0 sull'Uruguay.

## Statistiche

### Presenze e reti nei club
Statistiche aggiornate al 5 febbraio 2024.
| Stagione        | Squadra               | Campionato      | Campionato | Campionato | Coppe nazionali | Coppe nazionali | Coppe nazionali | Coppe continentali | Coppe continentali | Coppe continentali | Altre coppe | Altre coppe | Altre coppe | Totale | Totale | Totale |
| Stagione        | Squadra               | Comp            | Pres       | Reti       | Comp            | Pres            | Reti            | Comp               | Pres               | Reti               | Comp        | Pres        | Reti        | Pres   | Reti   |        |
| --------------- | --------------------- | --------------- | ---------- | ---------- | --------------- | --------------- | --------------- | ------------------ | ------------------ | ------------------ | ----------- | ----------- | ----------- | ------ | ------ | ------ |
| 2023            | Corinthians           | A1/SP+A         | 1+15       | 1          | CB              | 1               | 0               | CL+CS              | 3+1                | 0                  |             | -           | -           | 21     | 1      |        |
| 2023-2024       | Zenit San Pietroburgo | A               | 0          | 0          | CR              | 0               | 0               |                    | -                  | -                  |             | -           | -           | 0      | 0      |        |
| Totale carriera | Totale carriera       | Totale carriera | 16         | 1          |                 | 1               | 0               |                    | 4                  | 0                  |             | -           | -           | 21     | 1      |        |

## Palmarès

### Club
- Coppa di Russia: 1

Zenit: 2023-2024

### Nazionale
- Campionato sudamericano Under-20: 2

Colombia 2023, Venezuela 2025